# 즈기에시군

우치주 지도에 표시된 즈기에시군의 위치

즈기에시군(폴란드어: powiat zgierski)은 폴란드 우치주에 위치한 군으로 군청 소재지는 즈기에시이며 면적은 853.71km2, 인구는 165,206명(2016년 12월 31일 기준), 인구 밀도는 190명/km2이다.
북동쪽으로는 워비치군, 동쪽으로는 브제지니군, 남쪽으로는 우치시, 동우치군, 파비아니체군, 서쪽으로는 포뎅비체군, 북서쪽으로는 웽치차군과 접한다. 9개 지방 자치체(3개 도시, 2개 도시형 농촌, 4개 농촌)를 관할한다.

군기
군 문장